# 沙登 (俄亥俄州)
沙登（Chardon）是美国俄亥俄州吉奥格县一个城市，是吉奥格县的县城。 2010年人口普查时的人口为5,148人。 它是吉奥格县唯一的建制城市，包括曾经是沙登、姆登和曼森镇区的一部分的土地。 它位于伊利湖以南约10英里，位于五大湖的“雪带”之内。

## 历史
沙登以彼得·夏登·布鲁克斯（Peter Chardon Brooks）命名，他捐赠土地建造历史悠久的沙登广场。沙登镇区在1812年庆祝其成立，沙登市也是如此。